# 宝丰清凉寺汝官窑遗址博物馆
宝丰清凉寺汝官窑遗址展示馆位于河南省宝丰县，其前身即清凉寺汝官窑遗址，是宋朝汝窑遗址之一。
历史上对汝窑窑址知之甚少。1950、60年代，中国瓷器专家陈万里、叶喆民、冯先铭先后在宝丰县进行考察，但均未发现汝窑遗址。1987年，上海博物馆依据清凉寺村采集的碎瓷片和王留现捐献的汝瓷洗，宣布汝窑窑址在宝丰县。此后，在1987年至1998年间，河南省文物考古研究所先后在清凉寺村进行四次大规模考古发掘。
2000年6月，进行第六次发掘，发现窑炉15座，配釉、上釉作坊2座，过滤池、澄泥池各一处，排水渠2条，排列有序的陶瓮、缸20余个，釉料坑4个，灰坑22个和水井1眼。此处窑址因此被认定为汝官窑遗址。由此列入二十世纪河南十项重大考古发现、2000年度全国十大考古新发现之一。同年9月，以清凉寺汝瓷窑址之名列入第三批河南省文物保护单位（3—181）。2001年6月，国务院将之列入第五批全国重点文物保护单位。此后，宝丰县人民政府和国家文物局投资修建了遗址保护大棚。2005年，列入全国100处重要大遗址保护项目。至2014年12月，完成十一次发掘。同年7月，开工建设宝丰清凉寺汝官窑遗址博物馆，已于2017年1月16日正式开馆，开馆时定名为“宝丰清凉寺汝官窑遗址展示馆”。

## 出土文物
汝窯天藍釉刻花鵝頸瓶為寶豐縣清涼寺村窯址中發現之惟一一件出土之完整的汝窯器物。敞口细頸，下有圈足，頸部長腹分别刻以折枝蓮花，器表滿施天藍釉，光亮滋潤，佈滿開片。口徑5.8厘米，足徑8.4厘米，高19.6厘米。現存於河南博物院。